# Tenna Kappel
Tenna Kappel Bendtsen (født 20. marts 1992) er en kvindelig dansk fodboldspiller, der spiller som midtbane for Odense Q 1. division og har tidligere optrådt og repræsenteret Danmarks kvindefodboldlandshold, fem gange. Derudover har hun også spillet for diverse U-landshold, samt en enkelt U/23-landskamp i 2015.
Hun fik landsholdsdebut d. 7. marts 2014, mod Japan ved Algarve Cup 2014.
Hun har tidligere spillet for klubberne Team Viborg, IK Skovbakken og Vildbjerg SF.